# شیوه خبرنویسی
شیوه خبرنویسی، یا سبک روزنامه‌نگاری سبکی از نوشتن اخباری‌است که در رسانه‌ها، رادیو و تلویزیون گزارش می‌شوند.
سبک خبر تنها شامل واژگان و دستور زبان نیست و اضافه بر آن روشی است که در آن داستان ارائه اطلاعات و شکل ارائه آن از نظر اهمیت نسبی، وزن، و مخاطب آن مورد اهمیت قرار می‌گیرد؛ و زمان استفاده شده برای مقالات سبک اخباری نیز، زمان گذشته است.
نوشتن خبر روشی است که در آن به تمام سولات عمومی در مورد هر رویداد خاص که شامل کلمات کلیدی (که، چه، کی، کجا و چرا) از پنج پرسش اصلی روزنامه‌نگاری و همچنین اغلب استفاده از چگونه است که در شروع خبر بکار می‌رود. این شکل از ساختار گاهی به نام هرم وارونه که به کاهش اهمیت اطلاعات در پاراگراف‌های بعدی می‌پردازد اطلاق می‌شود.
خبرها همچنین حاوی حداقل یکی از موارد از ویژگی‌های خبر است که شامل: دربرگیری، شهرت، برخورد، تازگی، شگفتی، فراوانی، مجاورت است.
بعضی مطالب مرتبط با روزنامه‌نگاری گاهی به صورت کنایه‌آمیز استفاده می‌شود که معمولاً در سرویس‌های خبر کوتاه از آن استفاده می‌شود.